# Пругаста сова
Пругаста сова (лат. Strix varia), позната и као северна пругаста сова или северноамеричка сова, врста је сове из породице правих сова која живи на подручју Северне Америке. Одрасла јединка је крупна, браон-сиве боје са пругама на грудима. Пругаста сова је поприлично распрострањена широм Северне Америке, а у последњих пар година проширила је свој ареал северно и западно до поларних шума, као и јужно до северних делова Калифорније. Ово проширење ареала до северозападног Пацифика довело је до контакта пругасте сове са сродном пегавом совом (лат. Strix occidentalis). С обзиром да је пругаста сова знатно агресивнија, она често истерује пегаву сову из њеног станишта или се хибридизује с њом, што представља додатну претњу по ионако угрожену пегаву сову, па се у тим областима пругаста сова сматра инвазивном врстом. Углавном насељава старе шуме, али може да се нађе и на отвореним шумовитим стаништима.
Препознатљива по својој округлог глави без ушних праменова, браон очима и хоризонталним пругама на грлу, пругаста сова је за око трећину мања од лапонске сове (лат. Strix nebulosa), незнатно мања од америчке буљине (лат. Bubo virginianus), док је мало већа од пегаве сове. Њена значајна карактеристика је и вокализација. Поред свог препознатљивог оглашавања које се састоји од осмонотног звиждука — који се често тумачи као реченица Ко кува за вас? Ко кува за све вас? (енгл. Who cooks for you? Who cooks for you all?), ова сова испушта гласне серије спектакуларног дуетског оглашавања током удварања које подсећају на манијачки смех.
Као и пегава сова, и пругаста сова је територијална током читаве године, моногамна је и одгаја једну генерацију годишње. Попут већине сова, и она је предатор, хранећи се малим сисарима до величине зечева, птицама до величине тетреба, али и водоземцима, гмизавцима и бескичмењацима.
Иако је пругаста сова проширила свој ареал распрострањења широм Северне Америке, постоји забринутост за њену популацију у појединим областима. С обзиром да њено гнежђење зависи од постојања шупљина у старом дрвећу, ова сова се повезује са великим дрвећем и старим шумама, па се стога често сматра индикаторном врстом у процесу очувања старих шума. Међутим, у северозападном Пацифику, пругаста сова, за разлику од пегаве, често настањује и знатно млађе шуме, под условом да оне имају довољно велико дрвеће.

## Опис
Одрасла јединка је висока 40—63 центиметра, са распоном крила 96—125 центиметара. Просечна тежина пругасте сове износи 500—1.050 грама. Мужјак је у просеку тежак 625, док просечна тежина женке износи 795 грама. Има бледо лице са тамним прстеновима око очију, жут кљун и браон очи. Једина је велика сова која насељава источне делове Сједињених Држава која има браон очи. Горњи делови тела су шарене сиво-браон боје, док су доњи делови знатно светлије обојени; груди су јој прошарани хоризонталним пругама, док стомак прекривају вертикалне пруге (па одатле и име пругаста сова). Ноге и стопала су прекривени перјем све до канџи. Глава јој је округла и нема ушће праменове. Иза уочљивог, диференцираног фацијалног диска, беле и браон пругасте шаре настављају се дуж читавих леђа птице. Реп је тамне браон боје и садржи четири или пет беличастих пруга. У погледу обојености перја, полни диморфизам не постоји, али је, као и код осталих врста сова, женка за једну трећину већа од мужјака. Младунци се од родитеља разликују по обојености перја, које је код птића мање прошарано.
У Северној Америци јој је најсличнија пегава сова (Strix occidentalis). Пругаста сова је по спољашњем изгледу слична пегавој сови, која је мања и перје јој је прошарано тачкицама. За разлику од сродне пегаве сове, ова сова је пругаста, тамноока врста здепастог тела. Хибриди са пегавом совом могу се појавити у северозападном Пацифику, што додатно компликује идентификацију. Тамне очи и мања величина разликују је од лапонске сове (Strix nebulosa). Шарена сова (Strix virgata) слична јој је по облику и шари, али је мања од пругасте сове и има тамнији фацијални диск, што додатно истиче беле обрве и браду. Није могуће ни мешање са америчком буљином, пошто је она знатно већа од пругасте сове, има ушне праменове и жуте очи.
У северним деловима Централне Америке, гватемалска пругаста сова представља готово умањену верзију пругасте сове, и дуго је сматрана њеном подврстом. Она, за разлику од пругасте сове, има жутосмеђу главу и потиљак, уместо беличасте као код пругасте сове, као и три до четири бледе шаре боје цимета на репу. Младунци гватемалске пругасте сове су знатно различитији — већим делом су окер боје, са једва прошараним горњим деловима тела и тамним фацијалним диском.
- Пругаста сова изблиза, Ричмонд
- Око и кљун пругасте сове
- У лету
- Слеће на стуб

## Систематика
До данас су идентификоване и потврђене четири подврсте пругасте сове. Разлике између подврста су мале до умерене, а огледају се у обојености (од тамне до бледе браон боје), оперјалости ногу, али и величини, поготово величини кљуна и стопала.
- (Barton, 1799)

Најраспрострањенија подврста. Простире се од северних делова ареала пругасте сове јужно до Оклахоме и централне Џорџије. Ноге су прекривене перјем. Бишоп је идентификовао и описао тамнију (brunnescens у Минесоти) и светлију (albescens у Квебеку) варијанту ове подврсте.
- (Latham, 1802)

Насељава североисточни део Сједињених Држава западно до источног и северног Тексаса. Слична је номиналној подврсти, али јој ноге нису прекривене перјем, осим дела на спољној страни средњег прста. Подврста Strix varia sablei, која насељава острво Кејп Сејбл (Флорида), сада припада овој подврсти.
- (Bangs, 1899)

Становник јужног Тексаса, забележена северно до округа Ли, источно до Чејмберса, јужно до Нуесеса и западно до Кера. Горњи делови тела су светле браон боје са бељим и дебљим шарама него код претходних подврста. Стопала и кљун су знатно већи него код подврста Strix varia varia и Strix varia georgica.
- (Ridgway, 1874)

Редак становник Мексика, јавља се дуж планинске обале Пацифика, у Дурангу и Гереру, као и у планинским областима дуж Атлантског океана, у државама Веракруз, Оахака и Пуебла. Ноге су, као и код номиналне подврсте, прекривене перјем, али је тело тамније обојено, са шарама на доњим, црним или црно-браон деловима тела, док су шаре на горњим деловима тела бројније и беље. Већа је од номиналне подврсте, са релативно већим кљуном и стопалима. Ова подврста је предмет расправе међу научницима. Наиме, неки ауторитети, међу којима и Интернационална орнитолошка заједница, сматрају ову птицу засебном врстом, док је други, међу којима и Америчко орнитолошко друштво, сматрају подврстом пругасте сове.

## Палеобиологија
Фосили ове врсте из плеистоцена пронађени су на Флориди, у Тенесију и Онтарију. У источним деловима Сједињених Држава, пронађени су остаци пругасте сове стари 300 до 1.000 година. Након повлачења ледника у Онтарију, остаци ове врсте пронађени су у окрузима Есекс и Брус, али и у близини Скарбороа (Торонто). Strix brea, плеистоценска врста која је пронађена на Ранчо ла Бреи у Калифорнији, била је незнатно различита од пругасте и пегаве сове.

## Распрострањеност и станиште
Пругаста сова је распрострањена у већем делу источних Сједињених Држава, али и северно све до јужне Канаде. Њен ареал протеже се до Британске Колумбије, а из те области почела је полако да се шири и на северозапад САД. У Вашингтону, Орегону и Калифорнији, пругаста сова је населила ареал аутохтоне пегаве сове, с којом се сада такмичи око станишта и хране.
Историјски недостатак дрвећа у Великим равницама представљао је препреку ширењу ареала пругасте сове, а недавна повећања шума отклонила су исту. Повећана распрострањеност шума у долинама реке Мисури и њеним притокама обезбедила је пругастој сови станиште у ком може да нађе храну, да се заштити од лошег времена, али и да нађе склониште од птица грабљивица, па је она, стога, проширила свој ареал и на западни део Сједињених Држава. Деценијама касније, повећање простора под шумама у Великим равницама омогућило је овој сови да споји источни и западни ареал и прошири се и широм јужних делова Канаде. Ова повећања простора под шумама настала су захваљујући евро-америчким насељеницима, који су домородачком становништву забрањивали намерно паљење шума. Поред тога, досељеници су све више успевали да спрече случајне пожаре и повећали су садњу дрвећа. У мањој мери, пошумљавања су повећана и истребљењем бизона (Bison bison), као и прекомерним ловом црвеног јелена (Cervus elaphus) и целокупне породице Cervidae, као и, у неким пределима, истребљењем канадског дабра (Castor canadensis) и заменом аутохтоних копитара стоком. Пошумљавање Великих равница како би се спречили пожари сматра се главним узроком експанзије бројних врста птица, првенствено западне тиранке (Tyrannus verticalis), источне фиби (Sayornis phoebe), источне плаве птице (Sialia sialis), плаве шојке (Cyanocitta cristata), смеђег разнопојца (Toxostoma rufum), црвенорепог мишара и америчке вране (Corvus brachyrhynchus).
- Пругаста сова код државног парка Блу Спринг, Флорида
- Зоо врт Едмонтон Вали
- Квебек, Канада
- Алабама, САД

Пругаста сова се размножава у густим шумама широм Канаде, Сједињених Држава и јужно до Мексика. Пепељастосива сова, или мексичка пругаста сова, понекад се сматра засебном врстом од стране мексичких научника, али је Америчко орнитолошко друштво још увек није признало као такву. Пругаста сова је посебно бројна у разним шумским стаништима у југоисточном делу Сједињених Држава. Недавне студије показале су да предграђа представљају готово идеално станиште за пругасту сову. Користећи предајнике, научници су открили да се неке регионалне популације брже повећавају у предграђима него у старим шумама. Фактор овог успеха у предграђима могу да буду лако доступни глодари којима се сова може хранити. Међутим, за потребе размножавања, овој врсти је потребно најмање неколико великих стабала, па из тог разлога може бити одсутна у неким урбаним подручјима. Главна опасност за пругасту сову у приградским насељима представљају свакако аутомобили. Повећано потомство надокнађује стопу смртности насталу услед удара аутомобилима или болести. Са друге стране, студије рађене у североисточним деловима Сједињених Држава, првенствено у Њу Џерзију, показале су да се пругаста сова углавном гнезди у старим шумама, а да ретко успева да узгоји младунце у урбаним подручјима, делом због конкурентне и предаторне америчке буљине.
Када је реч о величини станишта једне јединке, она може да варира у зависности од простора који насељава, као и од периода године. Примера ради, у Мичигену просечна годишња величина станишта пругасте сове износи око 1.600 квадратних метара. Зими, када је плен мање доступан, величина станишта се повећава како би птица могла да нађе храну. Супротно томе, за време гнежђења и размножавања, величина станишта је неупоредиво мања, како би сова лакше могла да одбрани своју територију и младунце од непријатеља.

## Понашање

### Миграција
Птица је станарица, тако да се миграција углавном не јавља. Од 158 означених и праћених јединки, ниједна од посматраних јединки се у току године није кретала у пречнику већем од десет километара. Ипак, поједине јединке у популацијама у северним деловима ареала могу мигрирати, иако до сада нису забележене миграторне јединке у Саскачевану и Алберти.
Ова врста генерално није номадска, већ, напротив, снажно територијална и везана за гнездо у коме живи. Међутим, када плена нема у изобиљу, нарочито током зиме, може се јавити периодични номадизам, када птица иде у потрагу за пленом.

### Размножавање
Пругаста сова се гнезди у шупљинама дрвећа, обично у гнездима које прави ћубаста америчка жуна (Dryocopus pileatus); такође, може да насели стара гнезда црвенораменог мишара (Buteo lineatus), куперијевог копца (Accipiter cooperii), врана и веверице. Птица је станарица, али повремено може да лута током сезоне гнежђења. Уколико се гнездо показало као погодно, пругаста сова ће га углавном користити више пута. У Сједињеним Државама, ова врста полаже 1—5 снежно белих, у просеку 25 грама тешких јаја од почетка јануара у јужној Флориди до средине априла на северу Мејна. Период инкубације траје 28—33 дана и за то време женка лежи на јајима, а мужјак јој доноси храну. Младунци добијају перје након четири до пет недеља од излегања, али и даље нису способни да сами лове, тако да им родитељи доносе храну. Након шест недеља од излегања, младунци постају самостални. Иако не постоји превелика количина података о размножавању пругасте сове, научници су утврдили да ће пар, уколико им јаја буду уништена пре излегања, у року од три до четири недеље поново положити нова. Премда пругаста сова има свега неколико непријатеља, дешава се да неопрезни младунци често страдају од стране мачака. Свакако, највећи непријатељ по пругасту сову представља америчка буљина. Када је реч о дуговечности, ова врста у дивљини живи око 10 година, док у заточеништву може да доживи и 23 године.

### Исхрана
Пругаста сова је углавном предатор. Већи део исхране чине пољски мишеви, праћени различитим врстама глодара из породица мишева и пацова и ровчица. Поред глодара, она се храни и веверицама, зечевима, слепим мишевима, кртицама, опосумима, неовизонима и ласицама. Једника пругасте сове је 2012. године уочена у Минесоти како граби и односи домаћу мачку — плен који је готово уобичајен за америчку буљину, али дотад није забележено да се и ова врста храни њиме. Повремено се храни и птицама, првенствено детлићима, тетребима, препелицама, шојкама, америчким вугама, голубовима, па чак и домаћим паткама и кокошкама, а ове последње може ловити тако што се провуче и кроз мале отворе у затвореним просторима. Знатно ређе се храни другим грабљивицама, укључујући и мање сове. Када је реч о птицама, углавном их лови ноћу, улећући у њихова гнезда, пошто пругаста сова релативно није довољно брза да хвата друге птице у лету. Повремено загази у воду како би ловила рибе, корњаче, жабе или ракове. Поред свега овога, на менију пругасте сове могу да се нађу и змије, гуштери, саламандери, пужеви, скорпије, тврдокрилци, зрикавци, скакавци и кишне глисте. Пругаста сова је позната по томе што је привлачи логорска ватра и светла — места на којима се окупља велики број инсеката. Овакав плен обично одмах прогута, док веће животиње носи у гнездо и ситни их канџама и кљуном на мање комаде. Јаки желудачни сокови омогућавају да се месо несметано свари, док се несвариви делови плена, попут костију, зуба, крзна и перја, сажимају у компактне куглице које сова поврати након 18—24 часа од храњења.
Ова сова лови ноћу, и то тако што чека плен или лети кроз шуму да би се, када уочи плен, стропоштала у лету на њега. Повремено се може видети како лови и пре мрака, што се обично дешава током сезоне гнежђења или мрачних и облачних дана. Од северноамеричких сова, већа је вероватноћа да подземна кукумавка, јастребача и сове из рода Glaucidium буду активне током дана, док је дневна активност пругасте сове претежно испољена током подизања младунаца. Ипак, врста је претежно ноктурална, односно преферира лов у зору или сумрак. Омиљено место за лов представљају ивице шума и отворених поља или ливада, где на дрвету чека и тражи свој плен. Занимљиво је да том приликом сова прави чудне покрете главом, такозвано љуљушкање. Љуљушкање заправо представља вертикалне покрете главе горе-доле, што јој помаже да одреди удаљеност плена.

## Вокализација
Вокализација ове птице је поприлично карактеристична и орнитолози је често користе за идентификацију врсте у великим шумама. Мужјак користи два различита начина оглашавања. Први звучи као дубоко лајање и, приликом испуштања звука, висина тона постепено расте, да би се на крају завршио снажним криком. Други, који представља уобичајено дозивање пругасте сове и служи са обележавање територије и привлачење јединки супротног пола, представља серију од осам звиждаја који се завршавају са уу-оо, са нагласком на последњи део. Веома често се оглашавање ове сове описује коришћењем речи, односно граматички коректне фразе која је јако слична вокализацији ове птице: Ко кува за вас? Ко кува за све вас? (енгл. Who cooks for you? Who cooks for you all?), са нагласком на ’вас’. У већини случајева, пругаста сова је бучна. Када је узнемирена, она ће производити живахан, шкриптав сиктај и снажно звекетати кљуном. Иако се углавном оглашава током ноћи, неретко се дешава да пева и током дана.

## Конзервација и заштита
Старо дрвеће у коме се пругаста сова гнезди је неопходан услов за одржање стабилног нивоа популације. За очување врсте је од круцијалног значаја заштита старијих стабала у брдским шумама и мочварним подручјима. Бројни слојеви вегетације испод великих крошњи, који се претежно јављају у старим шумама, неопходни су овој сови јер јој обезбеђују простор за лов. Међутим, пругаста сова може да лови и на другим подручјима, пре свега на отвореним пољима поред шума. Стога су планови за очување отворених поља и шума неопходни како би се очувала ова врста.

### Пругаста и пегава сова
Пругаста сова је делимично одговорна за недавно смањење бројности пегаве сове, распрострањене у Британској Колумбији, Вашингтону, Орегону и Калифорнији. План опоравка пегаве сове из 2011. године наводи: „На основу најбољих расположивих научних информација, компетитивност са пругастом совом представља значајну и комплексну претњу за пегаву сову”. Још од 1960-их, пругаста сова је полако ширила свој ареал западно од источних делова Сједињених Држава и Канаде. Када пругаста и пегава сова деле исто станиште, пругаста сова је углавном агресивнија од пегаве сове и лако је надвлада, што доводи до смањења популације пегаве сове. Може се чак десити да пругаста сова убије пегаву. Забележено је да повремено долази до хибридизације ове две врсте, чиме се ствара такозвана пругасто-пегава сова (енгл. sparred owl; botted owl). Приликом анализе 9.000 пегавих сова, забележено је свега 47 јединки које су настале хибридизацијом ове врсте са пругастом совом; сходно томе, аутори ове анализе сматрају хибридизацију ове две врсте „интересантним биолошким феноменом који је неупоредив са стварном претњом — директном конкуренцијом између ове две врсте за храну и простор”.
Дана 5. априла 2007. године, званичници Беле куће најавили су предлог Управе за лов и риболов да је дозвољено убијање пругасте сове како би се смањила опасност по нестајање пегаве сове. Служба је позвала на обележавање 18 локација у ареалу пегаве сове где је дозвољено убијање 12—32 по локацији у периоду 5—10 година, што би значило да би у периоду од 3 до 5 година било убијено приближно 2.150—2.850 пругастих сова, а у периоду од 10 година 4.650 њих. Ако би се ова студија спровела у дело, ово би прве године резултирало убијањем грабљивица 36 пута више него што било који други пројекат конзервације и заштите животиња у САД предвиђа, као и 84 пута више него у највећим светским конзервационим пројектима, а цена свега била би милион долара годишње; ако се цена упрости по убијеној сови, то би значило 700 долара током прве, а око 2.800 долара сваке наредне године. Еколози се плаше да ће сваљивање кривице смањеног распрострањења пегаве сове на пругасту резултирати мањим посвећивањем пажње територијалној заштити од. повратку сече шума у заштићеним подручјима ареала пегаве сове.

## У уметности
Натуралиста и сликар Џон Џејмс Одобон илустровао је пругасту сову у свом делу Птице Америке (енгл. The Birds of America), издатом у Лондону између 1827. и 1838. године. Илустрација се налази на 46. страни и приказује ову сову како вреба сиву веверицу (Sciurus carolinensis). Слика је касније угравирана и обојена у радионицама Роберта Хавела, у Лондону. Оригинална Одобонова акватинта се данас чува у Музеју у Бруклину.